# Manunggang Jae
Manunggang Jae is een bestuurslaag in het regentschap Padang Sidempuan van de provincie Noord-Sumatra, Indonesië. Manunggang Jae telt 1822 inwoners (volkstelling 2010).